# Kaschgar (Stadt)
| Uigurische Bezeichnung          | Uigurische Bezeichnung |
| ------------------------------- | ---------------------- |
| Arabisch-Persisch (Kona Yeziⱪ): | قەشقەر شەھىرى          |
| Lateinisch (Yengi Yeziⱪ):       | Ⱪəxⱪər Xəⱨiri          |
| Kyrillisch (Sowjetunion):       | Қәшқәр шәһири          |
| offizielle Schreibweise (VRCh): | Kashgar                |
| andere Schreibweisen:           | Kaschgar               |
| Chinesische Bezeichnung         |                        |
| Kurzzeichen:                    | 喀什市                 |
| Umschrift in Pinyin:            | Kāshí Shì              |
| Umschrift nach Wade-Giles:      | K’a-shih               |

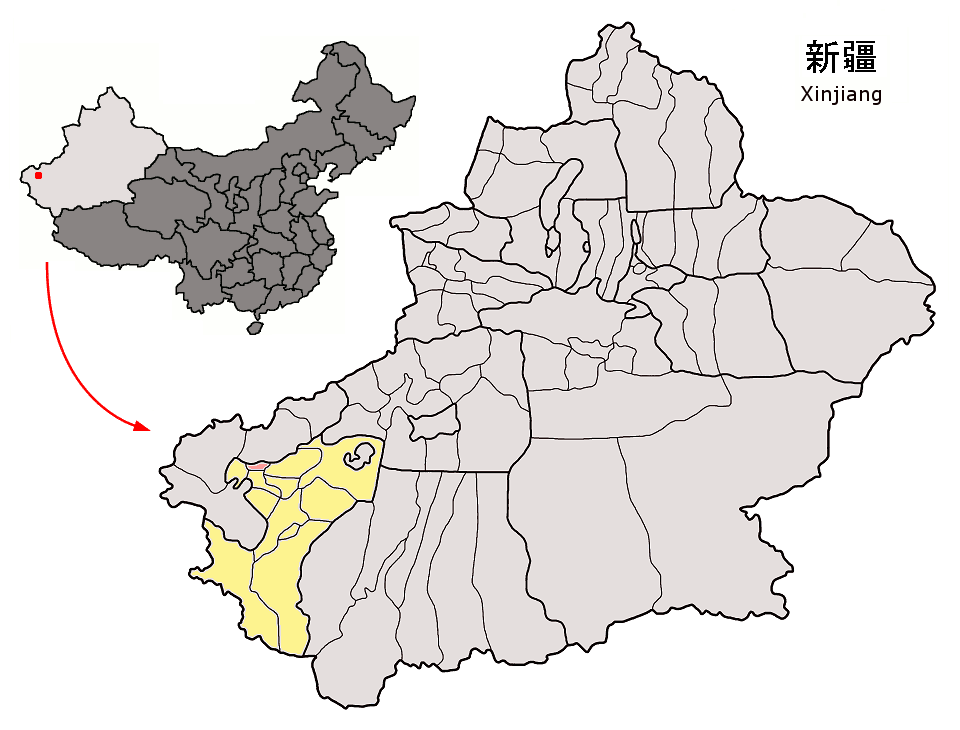
Lage der kreisfreien Stadt Kaschgar (rosa) im Regierungsbezirk Kaschgar (gelb) in Xinjiang

Die kreisfreie Stadt Kaschgar (auch Kashi, chinesisch 喀什市, Pinyin Kāshí Shì, englisch Kashgar, uigurisch قەشقەر شەھىرى, Yengi Ⱪəxⱪər Xəⱨiri; alter chinesischer Name 伽师,  Jiāshī) ist die Hauptstadt des Regierungsbezirks Kaschgar, gelegen im Uigurischen Autonomen Gebiet Xinjiang (Sinkiang) der Volksrepublik China.
Sie liegt am Rande des Tarimbeckens in 1235 bis 1300 m Höhe. Sie ist eine Oasen-Stadt im Binnendelta des Flusses Kysylsuu und bildet einen wichtigen Knotenpunkt der Seidenstraße zwischen Hexi-Korridor und Wachsch-Amudarja.
Die Einwohnerzahl beträgt 782.662 (Stand: Zensus 2020). Laut Zensus des Jahres 2000 hatte die Stadt Kaschgar 408.577 Einwohner. Die Bevölkerung ist vorwiegend uigurisch und somit islamisch geprägt.

## Name
Die etymologische Herleitung des Namens Kaschgar umfasst mehrere Möglichkeiten:
1. Ein Zusammenschluss aus dem ursprünglichen Namen Kāš mit dem zusätzlichen ostiranischen -γar (‘Berg’).[2] Im Sinne einer "topographischen Anhöhe" wird eine mögliche Verwandtschaft des persischen girīwa (‛Hügel; Bergrücken’, undekliniert girī) als südwestiranische Variante des ostiranischen γar vermutet (entlehnt aus dem altaischen Wanderwort gır, kır – ‛flache Gebirgslandschaft, Hochebene, Berg’).[3][4]
2. Eine Herleitung aus dem alttürkischen koçgar (‘Bock, Widder, Wildschaf’).[5][6][7][8] Die Suffix-Endung -kar/-gar birgt die zusätzliche Bedeutung „zum Kampf erzogener Widderbock.“[9] Alternative Bezeichnungen («koçkar», «kaçkar», «qoçkar», «qoşqar», «koçkarok», «koçmüyüz») finden sich in den vielen Turksprachen wieder. Der Widderbock findet zudem verhältnismäßig großen Niederschlag in der Stickerei der Turkvölker und findet innerhalb dieser sowohl eine weite toponymische als auch namensgebende Verbreitung (siehe: Kaçkar Dağı, Kotschkor, Koçkar Ata, Kochkor-Ata, Koçgiri).[7][8][9] Eine spezifische Herleitung aus dem Kiptschakischen wird angenommen.[10]
3. Eine dritte Variante, basierend auf der Lautverschiebung /ş/ > /ç/, leitet koçkar/koçgar aus den Turk-Dialekten Zentralasiens mit der ursprünglichen Bedeutung „Wolf“ her; vgl. tschuwaschisch kaškâr/кашкӑр, kasachisch qasqır/қасқыр, usbekisch/uigurisch kaškir, kirgisisch karıškır/карышкыр.[5] Dem Kiptschakischen ist anstelle des /ç/ der Laut /ş/ zu eigen.[11]

## Geschichte

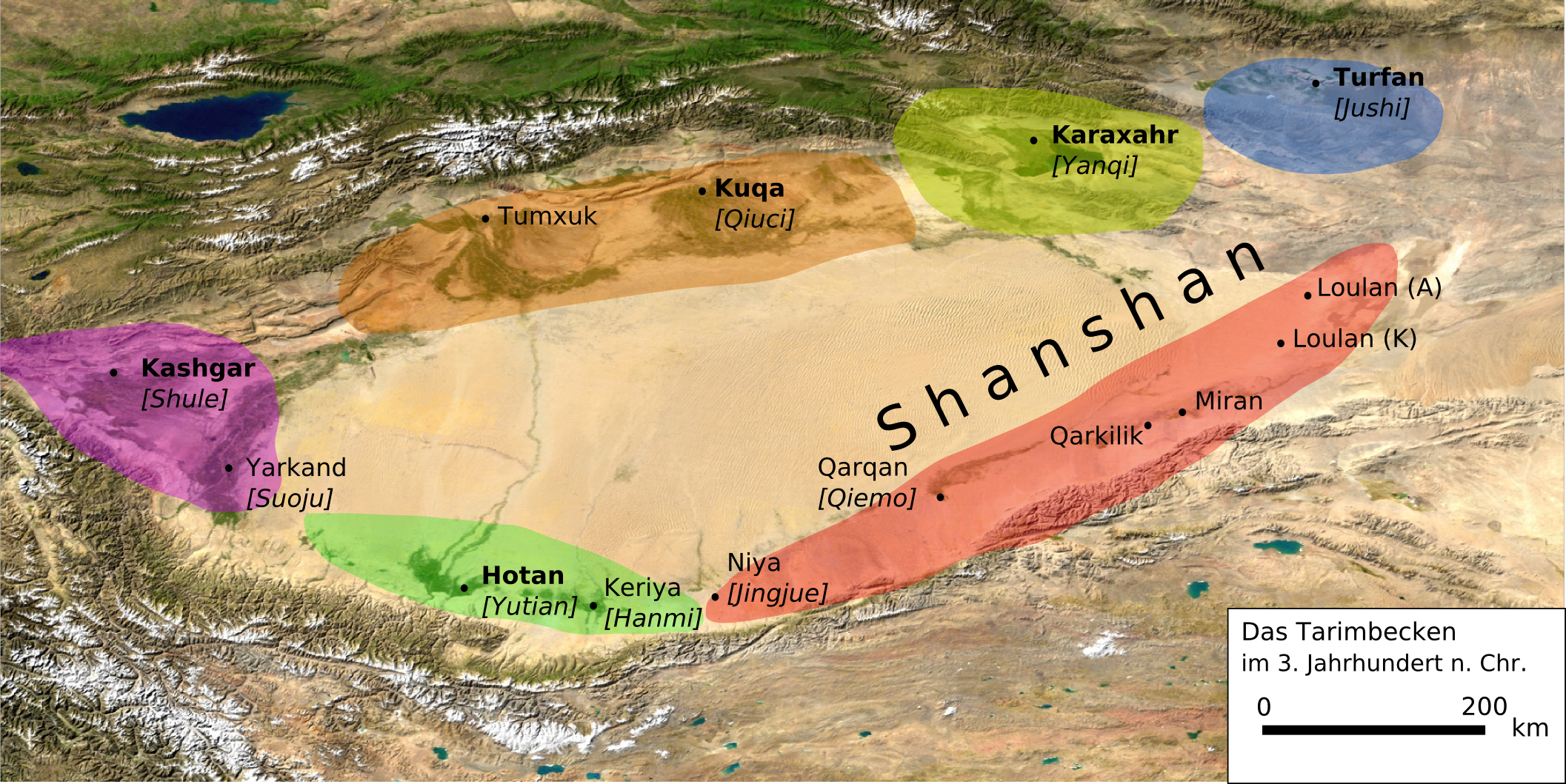
Tarimbecken im 3. Jahrhundert, Kashgar lila im Westen

Traditionelle Lehmbauten

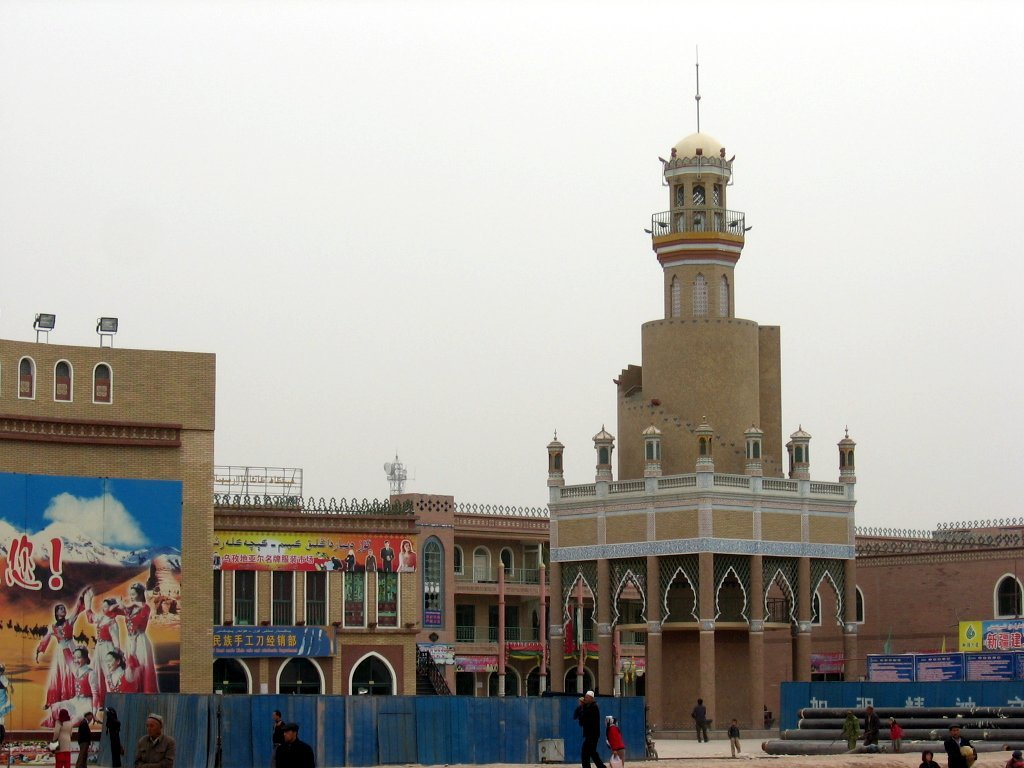
Minarett

Die Stadt wurde erst um die Zeitenwende in chinesischen Quellen erwähnt und gehörte laut dem Werk Han Shu zu den 48 Fürstentümern des Westens. Sie stand mit kurzen Unterbrechungen unter chinesischer Oberherrschaft. Die chinesische Oberherrschaft schwächte sich im 2. Jahrhundert ab und die lokalen Herrscher holten sich ihre Legitimation bei den Yuezhi und Kuschanen. Im 3. Jahrhundert zählte Kaschgar zu den sechs Machtzentren im Westen und wird auch in den sassanidischen Inschriften des Königs Schapur I. genannt, der Kaschgar nach der Eroberung Kuschanas zu seinem äußersten Besitz zählte. Im 6. Jahrhundert gehörte Kaschgar zu den Hephthaliten, bevor es unter die Herrschaft des ersten Khaganats der Kök-Türken kam.
Die expandierende Tang-Dynastie besiegte die Kök-Türken Mitte des 7. Jahrhunderts. Die lokalen Herrscher standen nun wieder unter chinesischer Oberherrschaft. Der chinesische Pilgermönch Xuanzang besuchte um 640 die Stadt und berichtete von Landwirtschaft, Manufakturen und hunderten buddhistischer Klöster in dem Gebiet. 676–678 überfielen die Tibeter die Stadt, doch konnten die Chinesen die Herrschaft wieder erlangen. Der erste islamische Überfall ereignete sich 715 und schon wenige Jahre später eroberten die Uiguren die Region. Diese wurden von den Karachaniden abgelöst, deren Herrscher Satuq Bugra Qara Qagan Mitte des 10. Jahrhunderts zum Islam übertrat, so dass mit der Zeit Kaschgar auch muslimisch wurde. Kaschgar als Teil des östlichen karachanidischen Reiches wurde zu einem Zentrum für islamische Lehren. Der Gelehrte Mahmud al-Kāschgharī beschreibt die Stadt und ein Ruinenfeld Mān-känd in der Nähe der Stadt. Außerdem, so Kāschgharī, wurde die Stadt als Sitz der Armee und Verwaltung auch Ordu-känd genannt.
1211 verjagte der Usurpator Kütschlüg der Kara Kitai die Karachaniden aus Kaschgar und verbannte den Islam. 1220 unterwarfen die Mongolen die Region. Nach der Teilung des Mongolenreiches kam Kaschgar zu Dschingis Khans Sohn Tschagatai Khan. Seine Familie herrschte als Tschagatai-Khanat bis zum 17. Jahrhundert in der Region. Marco Polo besuchte Kaschgar (er nannte die Stadt Cascar) um 1273 und stellte die hohe Anzahl an Anhängern des Nestorianismus fest. Andere Herrscherdynastien waren unter anderem die Timuriden zwischen dem 14. und 15. Jahrhundert. Während seiner Zugehörigkeit zum Timuridenreich setzte Timur hier 1377/78 einen Statthalter ein. Während des islamischen Yarkant-Khanats kam es zu einem Konflikt zwischen Kaschgar und Yarkant, in dessen Folge Kaschgars Innenstadt 1514 zerstört wurde. Der Zerstörer Kaschgars, der Dughlat Mirzā Abu Bakr, ließ eine neue Stadt errichten, welche heute als die Altstadt Kaschgars bekannt ist. Nach 1514 wurde Yarkant neues Zentrum der Region.
Kaschgar gehörte zum 1640 entstandenen Dsungarischen Khanat und wurde 1758 von den Chinesen der Qing-Dynastie erobert. 1884 wurde die Stadt Teil der Provinz Xinjiang. Die Qingherrschaft wurde durch mehrere Revolten (1825–28, 1830, 1847 und 1857) unterbrochen, deren bekannteste die Revolte des Jakub Beks zwischen 1865 und 1877 war; er nannte sich „Emir von Kaschgarien“. 1857 wurde Adolf Schlagintweit wegen Spionagevorwürfen in Kaschgar enthauptet. Mitte des 19. Jahrhunderts war Kaschgar ein wichtiger Ort im sogenannten Great Game der Kolonialmächte Russland und Großbritannien. Die Russen hatten die angrenzenden Gebiete und Khanate der Region erobert. Kaschgar selber blieb auch nach der Proklamation der Volksrepublik China Teil Chinas.

## Gegenwart
Die chinesische Regierung führt zurzeit eine umfangreiche Modernisierung der Stadt durch, in deren Verlauf allerdings die historische Altstadt fast vollständig zerstört wird. Im Juli 2009 erhob die Gesellschaft für bedrohte Völker heftige Vorwürfe wegen der Zerstörung des einzigartigen Kulturerbes: „Der mehr als 2000 Jahre alten Altstadt der Stadt Kaschgar im Nordwesten Chinas droht die Zerstörung. In den kommenden fünf Jahren sollen rund 200.000 Menschen in so genannte erdbebensichere Wohnblocks umgesiedelt werden. Das Projekt, das am 27. Februar 2009 begann, sieht die Zerstörung von 85 Prozent der jahrhundertealten Bausubstanz vor. Kaschgar gilt als die kulturhistorisch bedeutendste islamische Stadt Zentralasiens. Nur 15 Prozent der alten Häuser sollen im Rahmen eines Freilichtmuseums erhalten werden, um den alljährlich 1,5 Millionen Touristen aus dem In- und Ausland die alte islamische Kultur vor Augen zu führen.“ Eine Vielzahl der uigurischen Bewohner der Altstadt sehen in der mangelnden Erdbebensicherheit aber nur einen vorgeschobenen Grund für die Erneuerung und werfen der chinesischen Regierung vor, dass die Erneuerung der Altstadt vor allem sicherheitspolitischen Zielen dienen soll. Die chinesische Regierung hingegen verspricht, dass eine Vielzahl der historischen Gebäude originalgetreu nachgebildet werden soll.

## Ethnische Gliederung der Bevölkerung (2000)
| Name des Volkes | Einwohner | Anteil  |
| --------------- | --------- | ------- |
| Uiguren         | 263.507   | 77,36 % |
| Han-Chinesen    | 74.184    | 21,78 % |
| Hui             | 988       | 0,29 %  |
| Usbeken         | 699       | 0,21 %  |
| Tadschiken      | 253       | 0,07 %  |
| Kirgisen        | 231       | 0,07 %  |
| Mandschu        | 142       | 0,04 %  |
| Mongolen        | 138       | 0,04 %  |
| Zhuang          | 98        | 0,03 %  |
| Tujia           | 85        | 0,02 %  |
| Miao            | 77        | 0,02 %  |
| Kasachen        | 38        | 0,01 %  |
| Russen          | 37        | 0,01 %  |
| Sonstige        | 163       | 0,05 %  |

## Klimatabelle
|                       | Jan   | Feb  | Mär  | Apr  | Mai  | Jun  | Jul  | Aug  | Sep  | Okt  | Nov  | Dez  |   |      |
| Mittl. Tagesmax. (°C) | −0,1  | 5,1  | 13,9 | 22,0 | 26,5 | 30,7 | 32,9 | 31,6 | 27,1 | 20,3 | 10,6 | 2,1  | ⌀ | 18,6 |
| Mittl. Tagesmin. (°C) | −11,1 | −6,8 | 1,8  | 8,9  | 13,6 | 17,0 | 19,5 | 18,4 | 13,0 | 5,4  | −2,4 | −9,0 | ⌀ | 5,7  |
|                       |       |      |      |      |      |      |      |      |      |      |      |      |   |      |
| Niederschlag (mm)     | 3     | 6    | 6    | 5    | 11   | 7    | 8    | 6    | 6    | 2    | 1    | 2    | Σ | 63   |
|                       |       |      |      |      |      |      |      |      |      |      |      |      |   |      |
| Sonnenstunden (h/d)   | 5,2   | 5,7  | 6,0  | 7,2  | 8,6  | 10,4 | 10,1 | 9,1  | 8,5  | 7,8  | 6,3  | 5,1  | ⌀ | 7,5  |
|                       |       |      |      |      |      |      |      |      |      |      |      |      |   |      |
| Luftfeuchtigkeit (%)  | 66    | 59   | 45   | 38   | 38   | 36   | 39   | 44   | 47   | 50   | 60   | 69   | ⌀ | 49,2 |

| −11,1 |

| −6,8 |

| 1,8 |

| 8,9 |

| 13,6 |

| 17,0 |

| 19,5 |

| 18,4 |

| 13,0 |

| 5,4 |

| −2,4 |

| −9,0 |

| −11,1 |

| −6,8 |

| 1,8 |

| 8,9 |

| 13,6 |

| 17,0 |

| 19,5 |

| 18,4 |

| 13,0 |

| 5,4 |

| −2,4 |

| −9,0 |

## Verkehr und Infrastruktur

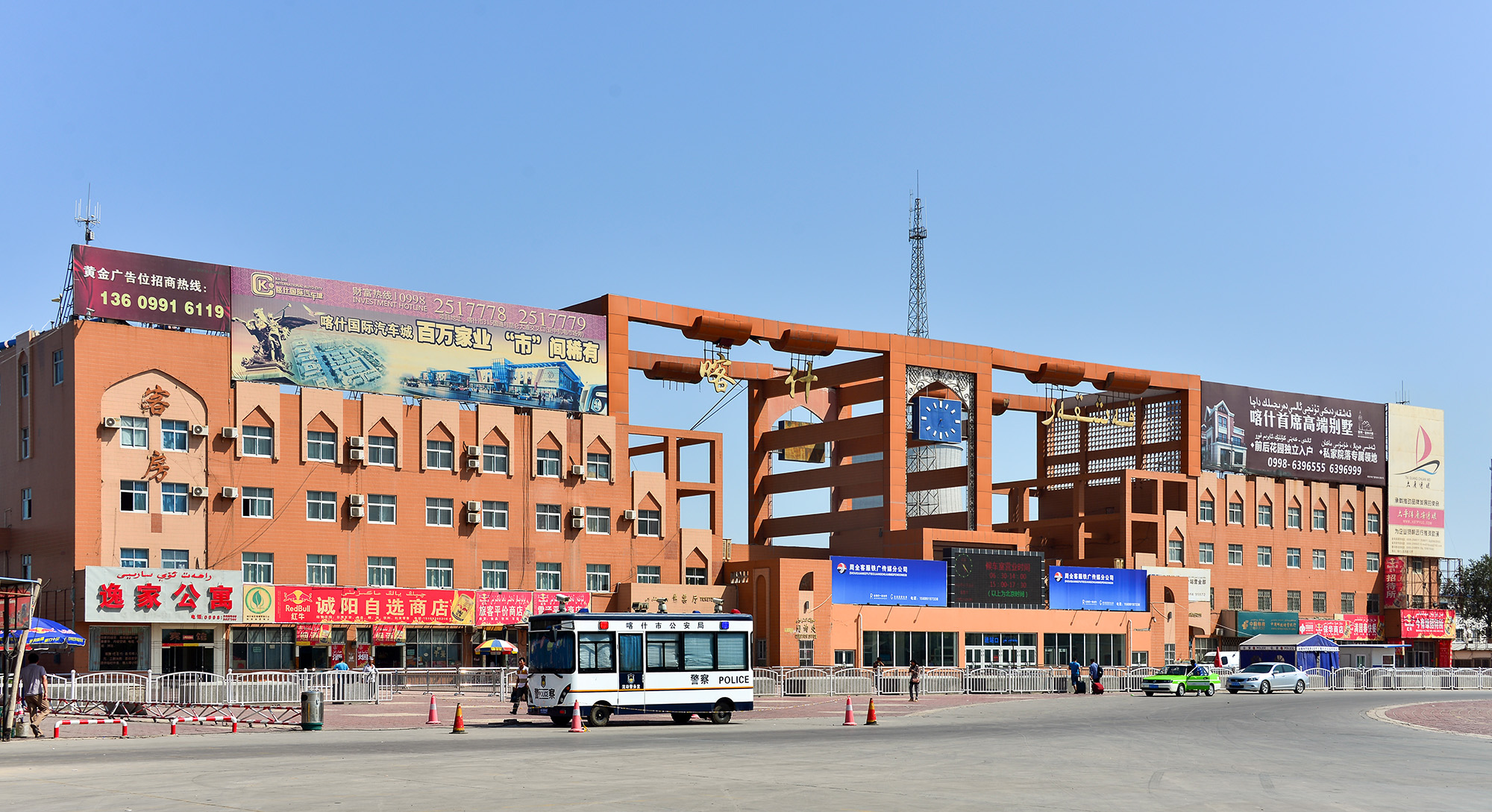
Bahnhof von Kaschgar, 2012

Kaschgar ist ein Verkehrsknoten und dient als Ausgangspunkt des Karakorum Highways, der die Stadt mit Islamabad (Pakistan) verbindet. Weiterhin beginnen hier die Fernstraßen nach Kirgisistan über den Torugart-Pass nach Bischkek sowie über den Irkeschtam-Pass nach Osch. Kaschgar verfügt über einen Flughafen und ist über den Bahnhof Kaschgar an das Schienennetz angebunden.
Darüber hinaus ist die Stadt das Zentrum eines ausgedehnten Bewässerungssystems.

## Tourismus

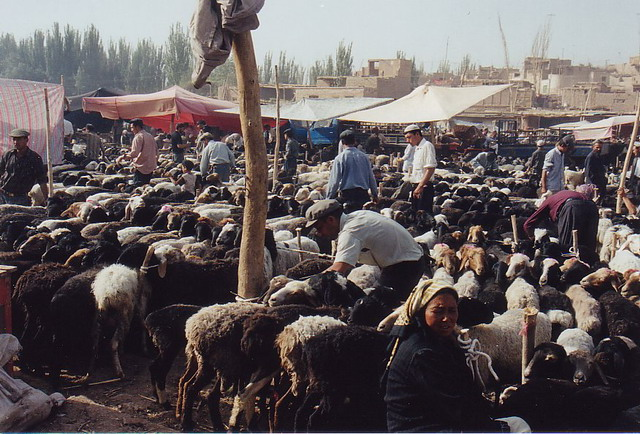
Sonntagsmarkt von Kaschgar

Die Stadt ist berühmt für den wöchentlichen Sonntagsmarkt und ihren großen überdachten Basar. Auf dem Sonntagsmarkt werden Tiere (Schafe, Ziegen, Esel, Rinder, Yaks, Pferde, vereinzelt auch Trampeltiere) und landwirtschaftlicher Bedarf, auf dem Basar alle erdenklichen Haushaltsgegenstände, Nahrungsmittel, uigurisch-chinesische Medizin und Haarschnitte angeboten.

## Gebäude
Die große Heytgah-Moschee, die größte in China, liegt im Herzen der Stadt. Ferner befindet sich das Apak-Hodscha-Mausoleum, das im 13. Jahrhundert gebaut wurde, in Kaschgar. Im Mausoleum sind fünf Generationen seiner Familie begraben. Er herrschte über Kuqa, Aksu, Korla, Yarkant, Hotan und Kaschgar.
Die 18 m hohe Statue von Mao Zedong ist eine der größten in China.

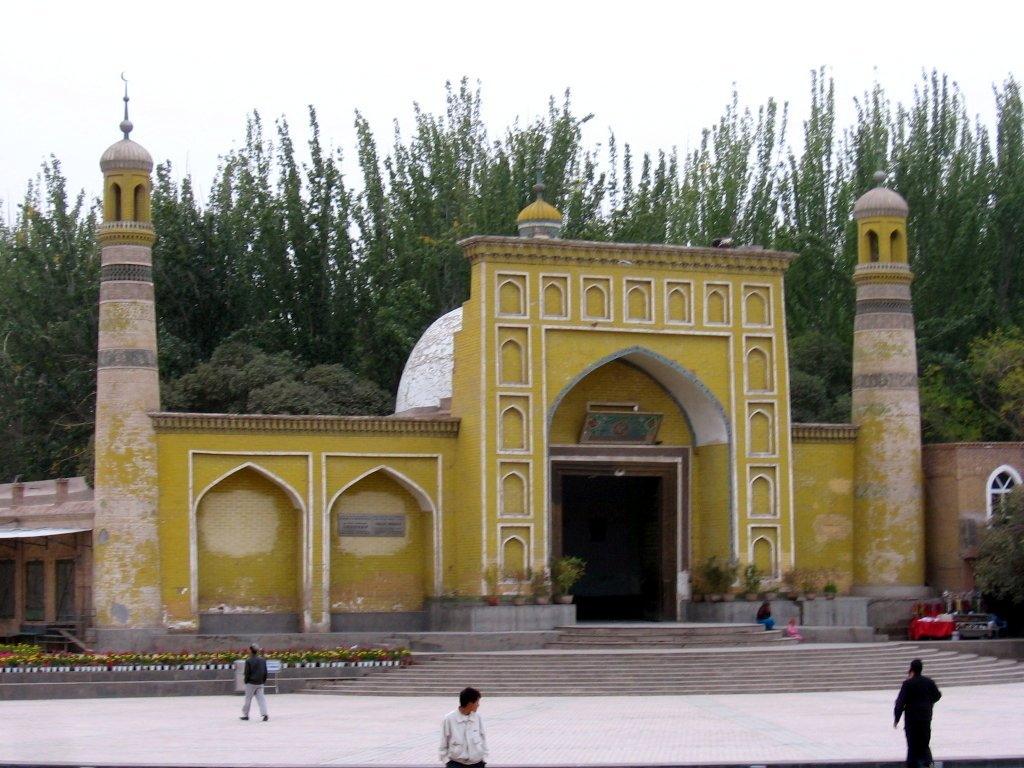
Heytgah-Moschee
Apak-Hodscha-Mausoleum
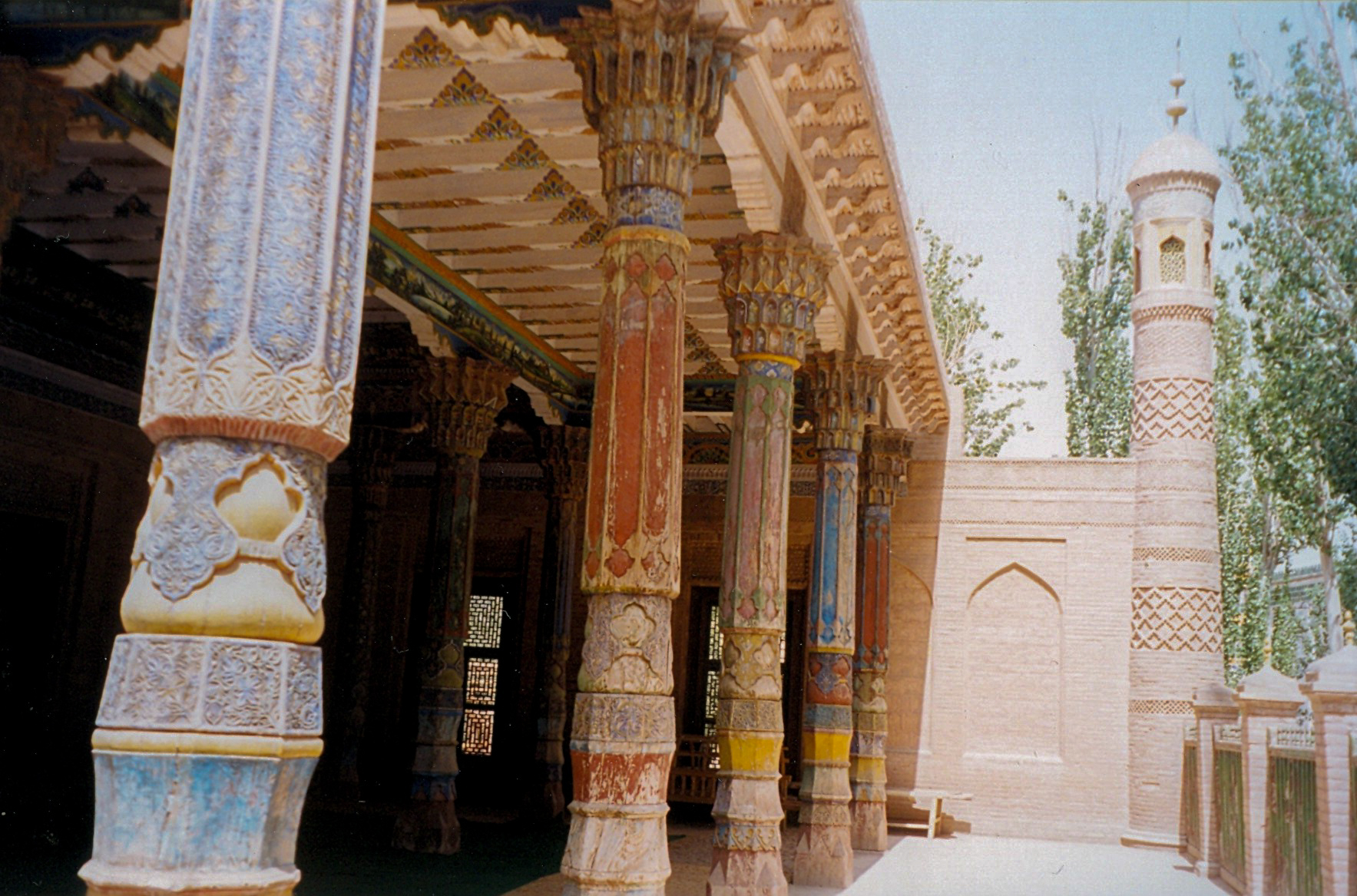
Moschee neben dem Grab von Apak Hodscha

## Umweltprobleme
Kaschgar hat mit massiver Luftverschmutzung zu kämpfen. Im März 2016 hatte die Luft im Ort laut der chinesischen Website aqicn.org zusammen mit den ebenfalls westchinesischen Städten Aksu und Korla den schlechtestmöglichen Wert. Bei der laufenden Messung werden die Grenzwerte für Ozon, Feinstaub (PM10 und PM2.5), Stickstoffdioxid, Schwefeldioxid und Kohlenstoffmonoxid regelmäßig überschritten.

## Söhne und Töchter der Stadt
- Abdurehim Heyit (* 1964), Sänger, Musiker und Dotar-Spieler
- Yehya Ablikim (* 1988), Fußballspieler
- Mehmut Abdukerem (* 1993), Fußballspieler
- Rong Ningning (* 1997), Ringerin
- Abdulla Abduwal (* 1999), Fußballspieler